# تقسیمات کشوری تاجیکستان

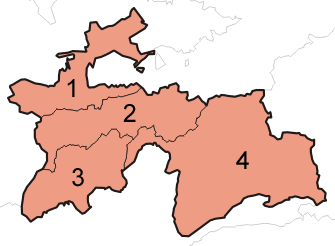
نقشهٔ تقسیمات کشوری تاجیکستان: ۱- ولایت سغد، ۲- ناحیه‌های تابع جمهوری، ۳- ولایت ختلان، ۴- ولایت خودمختار کوهستانی بدخشان.

تقسیمات کشوری تاجیکستان از ۲ ولایت، ۱ ناحیهٔ تابع جمهوری، ۱ پایتخت، ۴۷ ناحیه و ۳۶۸ جماعت تشکیل می‌شود که ولایت‌ها شامل ولایت خودمختار کوهستانی بدخشان، ولایت سغد، ولایت ختلان و ناحیه‌های تابع جمهوری می‌شوند. هر ولایت به چندین ناحیه و هر ناحیه به چندین جماعت و هر جماعت به چندین ده تقسیم می‌گردد.
تقسیمات کشوری جمهوری تاجیکستان از بدو تأسیس آن دستخوش تغییر بوده‌است و نام جای‌های آن به علت‌های گوناگون عوض شده‌است. برای نمونه، انگیزهٔ سیاسی در تغییر نام دو شهر عمدهٔ تاجیکستان مشهود است. در دورهٔ شوروی، دوشنبه پایتخت این کشور چندی استالین‌آباد خوانده می‌شد و به شهر خجند نیز لنین‌آباد می‌گفتند. برخی از تغییر نام‌ها به‌دلیل جابه‌جایی جمعیت بوده‌است. برای نمونه در اواخر دههٔ ۱۹۵۰ میلادی که گروهی از مردم مست‌چاه از بالا آب زرافشان به دشت‌های واقع در گوشهٔ شمال غربی تاجیکستان کوچانیده شدند، نام مست‌چاه را با خود به آن‌جا بردند.
ولایت خودمختار کوهستانی بدخشان، تنها ولایتی است که نام آن از بدو تشکیل تاجیکستان تاکنون بی‌تغییر مانده‌است. صفت «مختار» (خودمختار) برای این ولایت هرگز جدی نبوده‌است و آن اختیارات فرهنگی که قانون اساسی اتحاد شوروی برای نواحی خودمختار پیش‌بینی کرده‌بود، از جانب مردم بدخشان مورد تقاضا نبوده‌است. ولایت خجند در شمال که رشتهٔ حصار، آن را از دیگر نواحی تاجیکستان جدا می‌کند، در دورهٔ شوروی، لنین‌آباد خوانده می‌شد. نواحی مرکزی و جنوبی که تنهٔ اصلی تاجیکستان را تشکیل می‌دهد و مشتمل بر یک تا ۴ ولایت بوده، بارها دستخوش تجدیدنظر اداری واقع شده‌است. در سال ۱۹۴۴ میلادی این ناحیه مشتمل بر ولایت مرکزی وابسته به پایتخت یا «ناحیه‌های تابع جمهوری»، غرم، کولاب و قرغان تپه بود. ابتدا ولایت کولاب و سپس ولایت قرغان تپه در اوایل دههٔ ۱۹۸۰ میلادی از ناحیه‌های تابع جمهوری جدا شدند. پس از استقلال تاجیکستان دو ولایت کولاب و قرغان تپه در ولایت واحدی ادغام شدند که نام تاریخی ختلان بر آن نهاده شد.
| نوع                            | نام محلی                                       | سطح | تعداد |
| ------------------------------ | ---------------------------------------------- | --- | ----- |
| ولایت                          | Вилояти мухтор viloyati mukhtor                | ۱   | ۲     |
| ولایت خودمختار کوهستانی بدخشان | ولایت خودمختار کوهستانی بدخشان                 | ۱   | ۱     |
| ناحیه‌های تابع جمهوری           | Ноҳияҳои тобеи ҷумҳурӣ nohiyahoi tobei jumhurī | ۱   | ۱     |
| دوشنبه (پایتخت)                | دوشنبه (پایتخت)                                | ۱   | ۱     |
| ناحیه                          | ноҳия nohiya                                   | ۲   | ۴۷    |
| شهر                            | шаҳр shahr                                     | ۲   | ۱۸    |
| جماعت                          | جماعت                                          | ۳   | ۳۶۸   |
| شهرک                           | шаҳрак shahrak                                 | ۳   | ۶۵    |